# 비하히롯
비하히롯(고대 히브리어: פִּי הַחִירֹת Pī haḤīrōṯ)은 출애굽기 14:2에 언급된 네 번째 출애굽 역정지이다. 다섯 번째와 여섯 번째 역정지인 마라와 엘림은 홍해에 위치한다. 성경의 출애굽기와 민수기는 비하히롯을 미그돌과 바다 사이에, 바알 스본 맞은편에 위치한 곳으로 언급하는데, 이곳은 홍해를 건너기 전에 파라오의 공격을 기다리며 이스라엘인들이 진을 쳤던 곳이다.

## 어원
일부 이집트학자들은 이 이름이 파피루스 아나스타시스 3세에 언급된 이집트어 pr-ḥwt-ḥrt를 반영한다고 생각한다. 이 이름의 첫 음절인 '피'가 이집트어 Pr 또는 Pi에 해당하며, 비돔이나 피람세스와 같이 '~의 집'을 의미한다는 것을 이해하면 수수께끼의 일부가 풀릴 수 있다. 다음 음절인 '하'(ḥwt)는 '신전'을 의미하며, 상형문자 pr-ḥwt("신전의 영지")로 시작하는 이집트 관습을 나타내고, 이름이 여신 한정사로 끝난다는 사실은 마지막 요소인 ḥrt가 신명임을 나타낸다.:199
성경의 개역판에서 비하히롯이라는 이름이 처음 사용될 때, "또는 사막 길이 시작되는 곳"이라는 각주로 연결되어 있다.

## 위치 확인
이집트학자 데이비드 A. 팔크는 파피루스 아나스타시스 3세에 묘사된 유적지의 위치를 바탕으로 비하히롯이 갈대 바다 (pȜ ṯwfy)에서 피람세스로 가는 길 어딘가에 위치했을 것이라고 주장한다. 스트롱의 용어색인은 비하히롯을 단순히 '이집트 동쪽 국경에 있는 장소'로 표기한다.